# شامانکا
شامانکا (لهستانی: Szamanka) یک فیلم درام اِروتیک به کارگردانی آندژی ژووافسکی است که در سال ۱۹۹۶ منتشر شد. این فیلم که پس از اکران در لهستان جنجال‌برانگیز شد، رابطه وسواس‌گونه یک استاد مردم‌شناسی با یک زن جوان غریبه را روایت می‌کند که تنها به نام مستعار «ایتالیایی» شناخته می‌شود. عنوان فیلم از واژهٔ شمن گرفته شده‌است.

## بازیگران
- بوگوسواف لیندا
- آگنیشکا واگنر
- پیوتر زِلت
- پاوئو دلانگ
- زجیسواف واردین
- زبیگنیف سوشنسکی
- مارچین دوروچینسکی
- یان ویچورکوفسکی
- پیوتر ماخالیتسا
- یوآنا بندا
- پاوئو بورچیک
- آرتور کرایفسکی
- آلیتسیا یاخیه‌ویچ
- استانیسواف یاسکوئوکا
- آندژی نِـیمان
- توماش اشتوکینگر